# Ali Ahamada
Ali Ahamada (Martigues, 19 de agosto de 1991) é um futebolista comorense que atua como goleiro. Atualmente, está sem clube.

## Carreira
Depois de jogar nas categorias de base do Martigues (clube de sua cidade natal) e do Toulouse, Ahamada estreou como profissional em fevereiro de 2011, quando entrou no lugar do lesionado Marc Vidal na partida contra o Rennes. Em 8 jogos na temporada 2010-11, não foi vazado em 6 (com destaque para as partidas contra Lens, Lyon, Bordeaux e Lorient). O desempenho do jovem goleiro fez com que ele herdasse a titularidade na temporada seguinte, e Ahamada ficou sem levar gols em 10 partidas das 19 como titular do TFC.
Seu único gol com a camisa do Toulouse foi em setembro de 2012, contra o Rennes - o mesmo adversário contra quem havia feito a estreia profissional - , já no final do jogo. Foi o primeiro gol marcado por um goleiro na Ligue 1 desde 1996, quando Grégory Wimbée, então no Nancy, conseguiu a façanha contra o Lens.
Após 133 partidas, Ahamada saiu do Toulouse em 2016, assinando com o Kayserispor em janeiro do mesmo ano. Pelos Anadolu Yıldızı, o goleiro disputou 36 partidas oficiais (31 pelo Campeonato Turco e 5 pela Copa da Turquia), e em 2019 mudou-se para a Noruega, onde defendeu Kongsvinger e Brann até 2020, ficando sem clube desde então.

## Carreira internacional

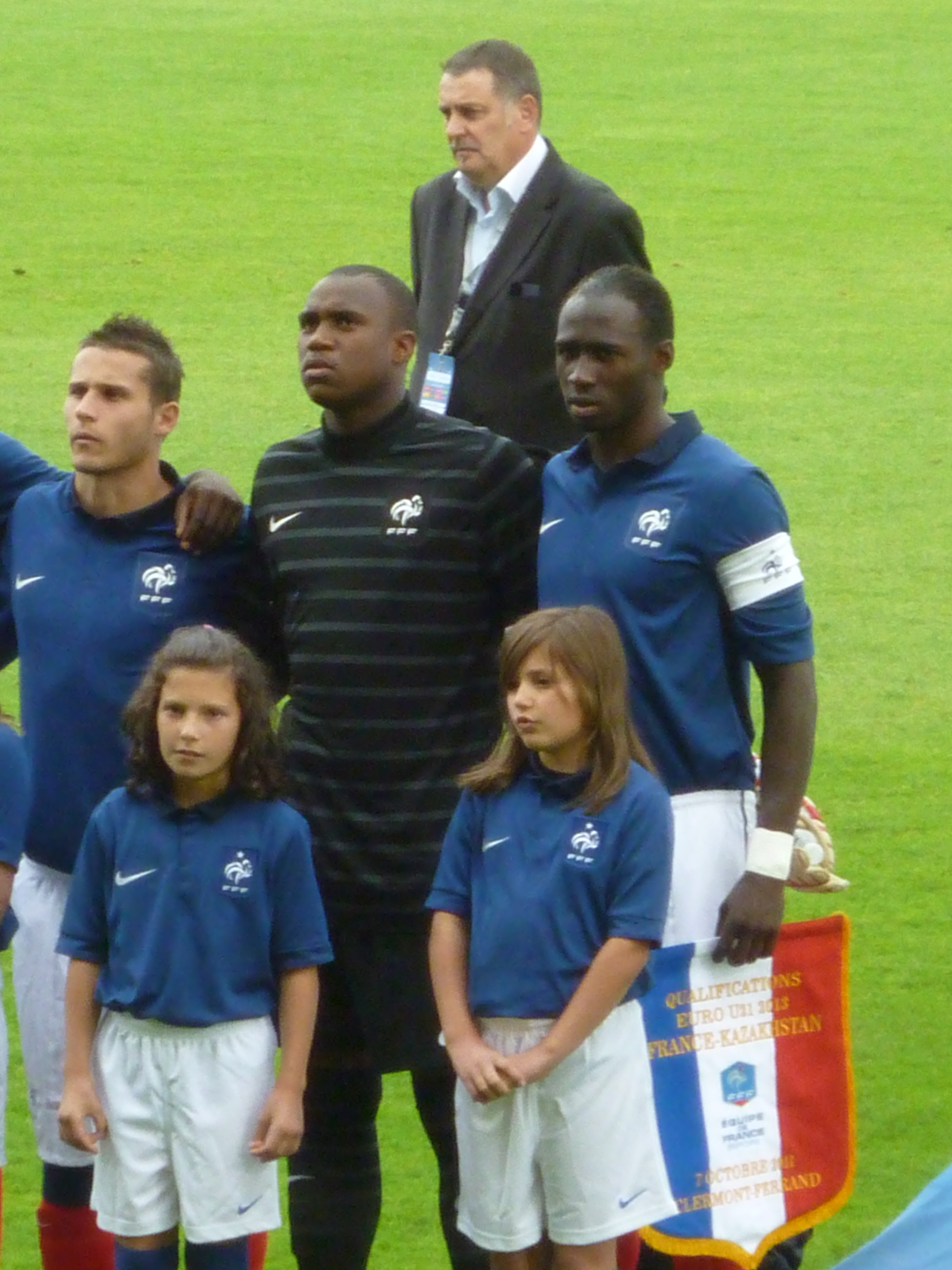
Ahamada (camisa preta) entre os zagueiros Eliaquim Mangala (com a braçadeira de capitão) e Loris Néry antes de um jogo da seleção sub-21 da França em 2011.

Com passagem pela equipe Sub-21 da França, o goleiro, sabendo que não teria chance de jogar pelo time principal dos Bleus, optou em defender a Seleção Comorense em 2016. A estreia pelos Celacantos foi na vitória por 1 a 0 sobre Botsuana, pelas eliminatórias da Copa Africana de Nações de 2017.
Atualmente é um dos principais e mais conhecidos nomes da seleção insular, sendo convocado para a Copa das Nações Africanas de 2021.